# رخ‌کرانه بالایی

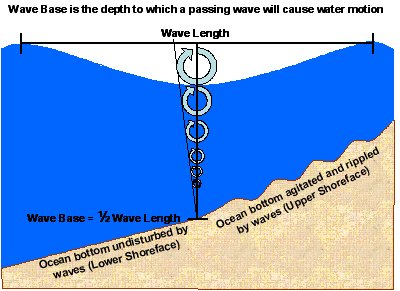
نمودار پایه موج

رخ‌کرانه بالایی (به انگلیسی: Upper Shoreface) به بخشی از بستر دریا اشاره دارد که به اندازه کافی کم‌عمق است که توسط امواج روزانه به هم می‌خورد، یعنی پایه موج.
زیر آن رخ‌کرانه پایینی است.
به هم زدن پیوسته کف دریا در محیط رخ‌کرانه بالایی سبب می‌شود تا رسوباتی از کوچک‌ترین دانه‌ها جدا می‌شوند و تنها آن دانه‌ها به اندازه‌ای سنگین هستند که آب نتواند آنها را معلق نگه دارد.
آب دریا هنگام عبور موج در یک جابجایی دایره‌ای عمودی حرکت می‌کند. شعاع دایره حرکت برای هر مولکول آب معین با عمق کاهش می‌یابد.